# Кхариян
Кхариян (англ. Kharian, урду کھاریاں‎) — город в пакистанской провинции Пенджаб. Входит в состав округа Гуджрат. Является административным центром одноимённого техсила.

## География
Город находится в северной части Пенджаба, вблизи границы с Индией, к востоку от реки Джелам, на расстоянии приблизительно 138 километров к северо-северо-западу (NNW) от Лахора, административного центра провинции.
Абсолютная высота — 281 метр над уровнем моря.

## Демография
По данным переписи 1998 года, население составляло 23 553 человек.
Динамика численности населения города по годам:
| 1972   | 1981   | 1998   |
| ------ | ------ | ------ |
| 12 140 | 16 042 | 23 553 |

## Транспорт
Сообщение Кхарияна с другими городами осуществляется посредством железнодорожного и автомобильного транспорта.